# Firman

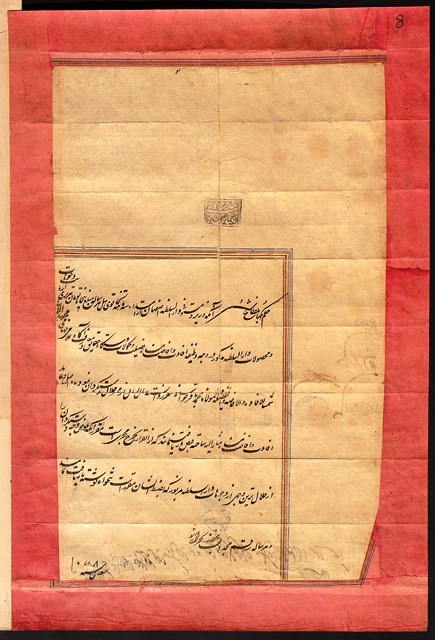
Firman

Een firman (Perzisch: فرمان, farmân; Turks: ferman; letterlijk: decreet, order) is in de islamitische wereld een koninklijk besluit of een decreet van een vorst. Historische rijken waar de koning (sultan of sjah) firmans kon uitvaardigen zijn het Ottomaanse Rijk, het Mogolrijk en in het Iran onder sjah Mohammed Reza Pahlavi.
Een beruchte firman (ferman) was het besluit van de sultan in Constantinopel, op basis waarvan Lord Elgin toestemming kreeg om onderdelen van de tempels op de Akropolis in Athene te halen en ze naar Engeland te vervoeren waar ze nu nog in het British Museum te Londen staan opgesteld: de Elgin Marbles.